# Hangest-en-Santerre

Hangest-en-Santerre este o comună în departamentul Somme, Franța. În 1 ianuarie 2022 avea o populație de 1.024 de locuitori.